# Constantin Noica
Constantin Noica (ur. 12 lipca 1909 w Vitănești w okręgu Teleorman, zm. 4 grudnia 1987 w Sybinie) – rumuński dziennikarz, eseista, filozof, poeta, twórca systemu ontologicznego i szkoły filozoficznej.

## Życiorys
Constantin Noica urodził się w miejscowości Vitănești w okręgu Teleorman, jako trzecie dziecko w rodzinie Grigore i Clemency Noiki. W latach 1916–1919 Noica zaocznie ukończył pierwsze trzy klasy szkoły podstawowej w swojej rodzinnej miejscowości. W następnym roku rodzina przenosi się do Bukaresztu. Tutaj skończył szkołę podstawową oraz w latach 1920–1924 uczęszczał do Gimnazjum im. Dumitru Cantemira. Jednocześnie od roku 1921 uczestniczył w kursach organizowanych przez Liceum im. Spiru Haret, do którego później się przeniósł.
Młody Noica, nazywany przez kolegów Dinu, był mądrym i pilnym uczniem, zawsze miał wysokie oceny i dobre zachowanie. Talent Noicy zaczął o sobie dawać znać w młodym wieku. Mając 18 lat zachwycał się czytaniem Krytyki czystego rozumu Kanta. W roku 1927 publikował na łamach licealnego czasopisma Vlăstarul swoje wiersze, które nie zostały dobrze przyjęte. Za radą swojego nauczyciela matematyki i znanego rumuńskiego poety Iona Barbu, Noica zrezygnował z planów poświęcenia się poezji. Wiele lat później wspominał o tym w rozmowach ze swoim uczniem Gabrielem Liiceanu: „Wszystkie te porażki kierowały mnie ku filozofii i, by tak powiedzieć, wniosły swój wkład do sukcesu.”
Po ukończeniu liceum, w 1928 roku rozpoczął naukę na Wydziale Filologii i Filozofii Uniwersytetu Bukareszteńskiego. Przez następne trzy lata jego nauczycielem filozofii był najwybitniejszy rumuński profesor okresu międzywojennego Nae Ionescu, którego Noica nigdy nie darzył sympatią, pomimo wpływu Ionesco na jego twórczość. Początkowo nie należał do najpilniejszych studentów, jak wspomina Mircea Eliade, który był parę lat starszy od niego: „Przez pierwszy rok niezbyt często zjawiał się na wykładach, czytując po trochę wszystko, co mu wpadło w ręce. Lubił tańczyć, nie opuszczał żadnego wieczorku. Pod koniec pierwszego roku studenckiego żywota, latem, uświadomił sobie, że niczego nie dokonał, ani się nie nauczył. Postanowił więc zorganizować swe życie i studia w sposób bardziej inteligentny. Z największą punktualnością chodził na wszystkie wybrane przez siebie wykłady. Postanowił nauczyć się greki i spędzał kilka godzin dziennie na lekturze jakiegoś klasyka filozofii.” W roku 1931 ukończył studia filozoficzne broniąc licencjat na temat „Problem rzeczy samej w sobie u Kanta”, za który dostał u prof. P.P. Negulescu najwyższą ocenę. W tym samym roku został powołany do służby wojskowej, którą odbył w Batalionie Strzelców Górskich w Sinaia. Po ukończeniu rocznego przeszkolenia wojskowego znów wrócił na uczelnię.
W latach 1932–1934 pracował jako bibliotekarz na Uniwersytecie w Bukareszcie, jednocześnie poświęcając rok studiom na Wydziale Matematyki i Filozofii Klasycznej. W tym samym okresie współuczestniczył w tworzeniu kulturowego stowarzyszenia „Criterion”, które skupiało rumuńskich luminarzy takich jak, Mircea Eliade, Emil Cioran, Mircea Vulcănescu, Eugène Ionesco oraz innych intelektualistów.
W 1934 Noica ożenił się z Angielką Wendy Muston. W tym samym roku wydana została jego pierwsza książka "Mathesis sau bucuriile simple” (Mathesis lub proste radości), za którą otrzymał nagrodę Fundacji Królewskiej dla młodych pisarzy. Książka ta jest zarazem esejem, traktatem filozoficznym oraz intymnym dziennikiem. Autor opisuje dwa typy kultur – geometryczny i historyczny, przez czym osobiście opowiada się za tym pierwszym. Ten bez wątpienia ogromny sukces w wieku 25 lat otwierał przed Noicą prostą drogę do kariery naukowej. Zamiast tego Noica wybrał dobrowolną samotność, która miała mu zapewnić prawdziwą wolność ducha i niezależność w myśleniu. Odrzucił więc propozycję asystentury u P.P. Negulescu i wyjechał wraz z żoną do Sinaia, gdzie przetłumaczył w ciągu dwóch lat osiem powieści kryminalnych Edgara Wallace’a dla wydawnictwa Herz.
W 1935 zachorował na gruźlicę, zaś na skutek komplikacji przeszedł ciężką operację, w wyniku której pozostał na całe życie z jedną nerką. Mimo to nie przestał pracować. Przetłumaczył z języka łacińskiego dzieło Kartezjusza Regulae ad directionem ingenii, które opatrzył obszernym wstępem i komentarzem, starając się stworzyć filozoficzną terminologię rumuńską. Kontynuując swe badania w tej dziedzinie w roku 1936 opublikował książkę pt. Concepte deschise în istoria filosofiei la Descartes, Leibnitz și Kant (Koncepcje otwarte w historii filozofii u Kartezjusza, Leibnitza i Kanta), za które został nagrodzony premią Rumuńskiej Akademii Nauk. Była to z jednej strony próba oswojenia zwyczajnego rumuńskiego czytelnika z twórczością trzech wielkich filozofów, zaś z drugiej kontynuacja rozwoju własnej myśli autora. Noica w tym dziele zastanawia się nad koncepcją mathesis universalis u Kartezjusza oraz nad ideą scientia generalis Leibniza, od których oddziela temat „koncepcji otwartych” (pewien układ etyczny, który ciągle się wzbogaca poprzez nowe określenia). W roku 1937 w serii „Biblioteka dla wszystkich” wychodzi monografia Noiki poświęcona życiu i filozofii Kartezjusza.
Niedługo po tym ukazało się następne dzieło pt. De caelo – są to rozważania autora nad tematem poznania oraz miejsca indywiduum w poznaniu i w świecie. Zwraca uwagę na różnice między tym co powierzchowne i widoczne a tym co ukryte i istotne. Wiosną roku 1938 wyjechał na roczne studia do Paryża, jako stypendysta rządu francuskiego. Po powrocie do kraju przygotowywał pracę doktorską pt. Cum e cu putință ceva nou (Jak możliwe jest coś nowego), którą obronił w maju 1940 r. Praca jest swoistym historycznym ujęciem kwestii pojęć otwartych, a także oryginalnie opowiedzianą historią filozofii. Temat, jak przyznaje sam Noica, został wybrany nieprzypadkowo: „W moim pokoleniu wszyscy omijali historię filozofii. Czułem, że właściwie mam obowiązek zająć się problematyką historyczno-filozoficzną.”
We wrześniu 1940 r. w Rumunii doszło do radykalnych zmian politycznych. Rumunia stała się państwem autorytarnym, wzorującym się na faszyzmie. Noica, kierując się pobudkami patriotycznymi, zaczął ścisłą współpracę z nacjonalistycznych ruchem Legion Michała Archanioła. Przez dwa miesiące pełnił funkcję redaktora naczelnego skrajnie prawicowego pisma Bunavestire, do którego też napisał około 19 artykułów o tematyce narodowo-patriotycznej.
W październiku 1940 wyjechał do Berlina, gdzie otrzymał posadę wykładowcy filozofii w Instytucie Rumuńsko-Niemieckim. Przebywając w Berlinie dostał propozycję napisania krótkiej rumuńskiej historii filozofii. Na początku optymistycznie zabierał się do pracy, jednak wkrótce zdał sobie sprawę, że właściwie nie ma o czym pisać. To bolesne doświadczenie, myśl, że należy się do kultury, która nie stworzyła własnej filozofii, będzie przez resztę życia pchać Noicę do stworzenia podstaw rumuńskiej filozofii. Na wiosnę 1941 wrócił do kraju ogarniętego przez wojnę. Ze względu na stan zdrowia nie został wzięty do wojska. W okresie wojny urodziła się dwójka jego dzieci – Razvan i Aleksandra.
W roku 1943 ukazała się książka Două întroduceri și o trecere spre idealism (Dwa wprowadzenia i przejście do idealizmu). W tym dziele Noica stara się dowieść, że krytycyzm jest koncepcją otwartą, w tym czasie, gdy Kant zakłada, że każda krytyka zamyka moment krytyki i otwiera przejście do „doktryny”. Noica twierdzi natomiast, że w rzeczywistości krytyka sama w sobie jest w pewnym stopniu doktryną, co też w konsekwencji pozwala krytyce, za pośrednictwem Krytyki władzy sądzenia przeradzać się w doktrynę. W roku 1944 wydał następną książkę Jurnal filosofic (Dziennik filozoficzny), która wprowadza czytelnika w świat duchowych poszukiwań i marzeń autora. Ideą centralną aforyzmów zebranych w tej książce jest szeroko pojęta „kultura”.
W tym czasie sytuacja militarna Rumunii pogorszyła się na tyle, że werbowani do wojska byli nawet ci, którzy nie mogli walczyć. W konsekwencji Noica został tłumaczem w obozach dla żołnierzy amerykańskich, a później niemieckich. Wraz z wycofaniem się żołnierzy amerykańskich Noica dostał propozycję opuszczenia kraju, jednak postanowił pozostać w kraju na zawsze.
Koniec wojny przyniósł kolejne ciężkie doświadczenia życiowe. Wskutek reformy agrarnej rodzinie Noiki została skonfiskowana większość majątku, czyli ziemi. Ojciec Constantina nie wytrzymał tej straty i umarł na zawał serca. Umarła też jego siostra. Noica przeniósł się z Sinaia do rodzinnej wsi Chiriacu niedaleko Aleksandrii. Nie umiał jednak zajmować się gospodarstwem, dlatego też z pewną ulgą przyjął skierowanie go na przymusowe osiedlenie się w miejscowości Cămpulung Muscel w latach 1949–1958. Pomimo życiowych niepowodzeń, nie opuszczało Noiki poczucie szczęścia, a także pragnienie dalszych badań nad kulturą. Pisał bardzo dużo, nie łudząc się przy tym nadzieją na wydanie swoich dzieł. Grudzień 1958 roku przyniósł kolejne przykre doświadczenie. Noica wraz z innymi wybitnymi intelektualistami został oskarżony i skazany na 25 lat więzienia, za czytanie i rozprzestrzenianie prac Mircea Eliade i Emila Ciorana. Okres więzienny wykorzystał Noica do odnowy duchowej i głębokich przemyśleń nad życiem.
W 1964 roku, na mocy amnestii powszechnej Noica wraz z pozostałymi więźniami wyszedł na wolność. Po wyjściu z więzienia zaczął pracę w Ośrodku Logiki przy Rumuńskiej Akademii w Bukareszcie. Ponownie zaistniał w kulturze rumuńskiej książką Douăzeci și șapte trepte ale realului (Dwadzieścia siedem stopni rzeczywistości). W jego dalszej twórczości będą odtąd widoczne dwa kierunki: przewrócenie wolności myślenia poprowadziło go do zbudowania oryginalnego systemu ontologicznego, a potrzeba odzyskania świadomości i kultury narodowej do poszukiwania duchownych wartości Rumunów. Wyrazem tego ostatniego stają się książki, powstałe z inspiracji życiem narodu i bez wyjątku mające w tytule słowo „rumuńskie”: Rostirea filozofică românească (Mowa rumuńskiej filozofii) wydana w 1970 roku, Creație și frumos în rostirea românească (Twórczość i piękno w wypowiedzi rumuńskiej) wydana w 1973 roku, Eminescu sau gânduri despre omul deplin al culturii românești (Eminescu, czyli człowiek doskonały kultury rumuńskiej) wydana w 1975 roku.
W 1975 roku przeszedł na emeryturę. Przeniósł się do górskiej miejscowości Păltiniş niedaleko Sinia, gdzie mieszkał aż do śmierci. To właśnie tutaj powstała najbardziej oryginalna szkoła filozoficzna do której pielgrzymowali młodzi intelektualiści w poszukiwaniu duchowego rozwoju. To właśnie stąd, poprzez swoje dzieła, Noica udowadniał, że „kultura” jest istotą każdego narodu, jest jego przeznaczeniem. Tutaj też powstały najważniejsze dzieła Noiki: Șase maladii ale spiritului contemporan (Sześć chorób ducha współczesnego) (1978), Povestiri despre om (Opowieści o człowieku) (1980), Tratatul de ontologie (Traktat ontologiczny) (1981), Scrisori despre logica lui Hermes (Listy o logice Hermesa) (1986).

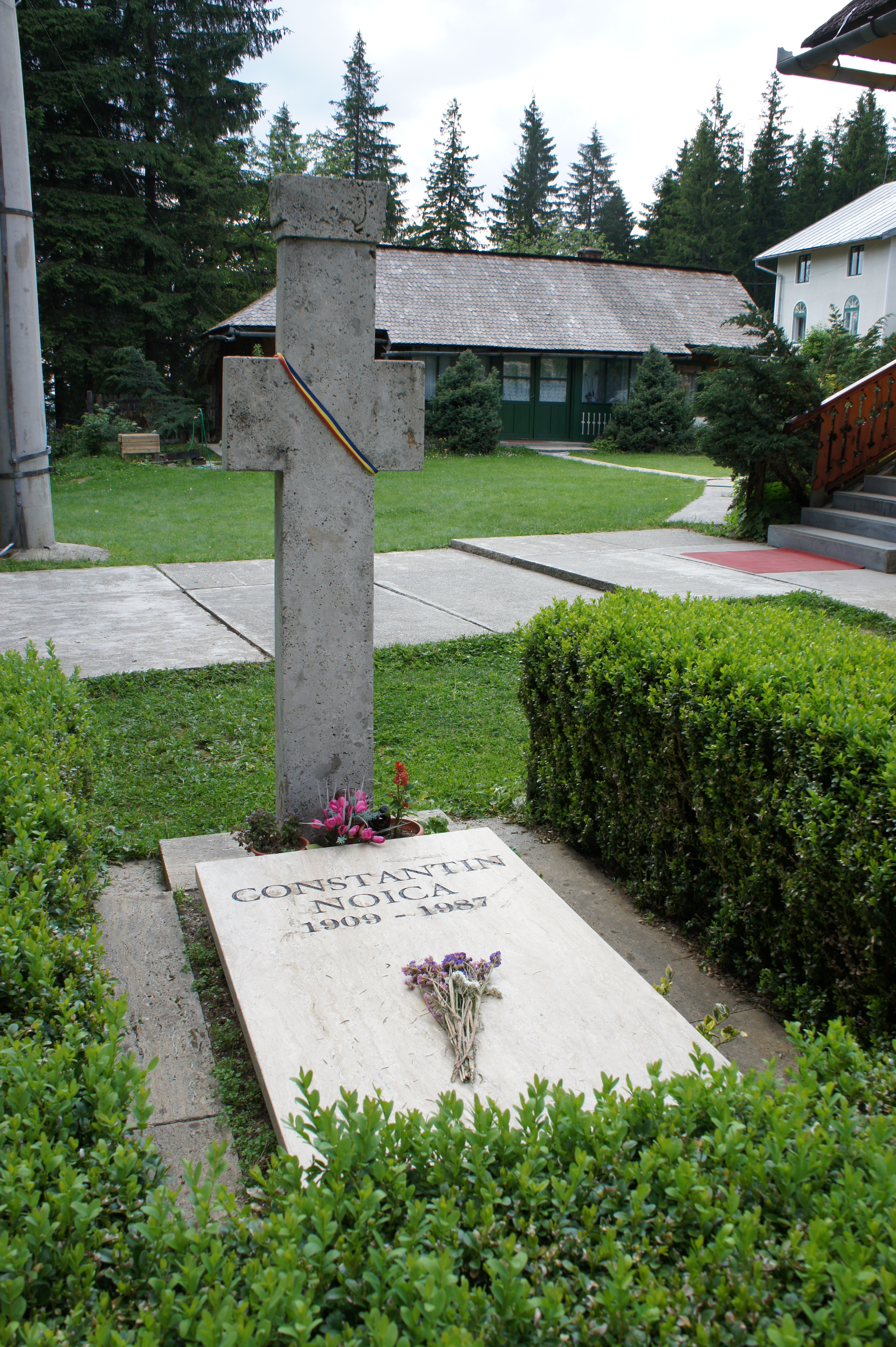
Grób Constantina Noiki

Noica marzył o szkole bez nauczycieli, w której utalentowani młodzi ludzie będą uwolnieni spod „tyranii profesorów”. Nauką będzie dialog, spór, uwolnienie własnych myśli i idei na podstawie przeczytanych arcydzieł filozoficznych. Ten pomysł starał się zrealizować w Păltinișu. Szukał we wszystkich dużych miastach kraju młodych ludzi w wieku 25–28 lat, by poprowadzić ich do „kulturalnego raju”, by rozwinąć w nich esencję człowieka, co z kolei zapewni przetrwanie rumuńskiej kulturze. Wśród najbardziej znanych obecnie w kulturze rumuńskiej uczniów Constantina Noiki należy wymienić przede wszystkim Gabriela Liiceanu, obecnie profesora na Wydziale Filozofii Uniwersytetu Bukareszteńskiego, autora wielu książek i dyrektora Wydawnictwa „Humanitas”, które opublikowało większość dzieł Noiki. Poza tym do tej grupy zalicza się historyk sztuki i filozof Andrei Pleșu, filozof i logik Sorin Vieru, historyk sztuki, wykładający obecnie na uniwersytecie we Fryburgu Victor Stoichița, hellenista i filozof Petru Creța, filozof i specjalista od analiz politycznych Andrei Cornea oraz wielu innych. W dzisiejszej Rumunii ta grupa stanowi elitę intelektualną i kulturotwórczą.
Constantin Noica umarł 4 grudnia 1987 roku w szpitalu w Sybinie. Gabriel Liiceanu, jako wierny uczeń, przebywał z nim do ostatniej chwili.

## Dzieła
1. Mathesis sau bucuriile simple, 1934;
2. Concepte deschise în istoria filozofiei la Descartes, Leibniz si Kant, 1936;
3. De caelo, 1937;
4. Viața și filosofia lui Rene Descartes, 1937
5. Schita pentru istoria lui cum e cu putinta ceva nou, 1940;
6. Doua introduceri si o trecere spre idealism, 1943;
7. Pagini despre sufletul românesc, 1944;
8. Jurnal filozofic, 1944,1990;
9. Douazeci si sapte de trepte ale realului, 1969;
10. Rostirea filozofica româneasca, 1970;
11. Creatie si frumos în rostirea româneasca, 1973;
12. Eminescu sau Gânduri despre omul deplin al culturii românesti, 1975;
13. Despartirea de Goethe, 1976;
14. Sentimentul românesc al fiintei, 1978;
15. Sase maladii ale spiritului contemporan, 1978;
16. Povestiri despre om, 1980;
17. Devenirea întru fiinta, 1981;
18. Scrisori despre logica lui Hermes, 1986;
19. De Dignitate Europae, 1988;
20. Jurnal de idei, 1990;
21. Simple introduceri la bunatatea timpului nostru, 1992.
22. Rugați-vă pentru fratele Aleksandru, 1990
23. Manuscrisele de la Cîmpulung, 1997
24. Modelul cultural european, 1993
25. Eseuri de dominică, 1992,
26. 21 de conferințe radiofonice, 2000
27. Semnele Minervei. Publicistica I (1927-1929), 1994
28. Carte de înțelepciune, 1993, 2001
29. Introducere la miracolul eminescian, 1992, 2003
30. "Fenomenologia spiritului" de G.-W.-F. Hegel istorisită de Constantin Noica, 1962